# كاتو يوشياكي
كاتو يوشياكي (باليابانية: 加藤嘉明) هو ساموراي ياباني، ولد في 1563، وتوفي في 7 أكتوبر 1631.
وكان كاتو يوشياكي داي ميو من فترة سينغوكو إلى بدايات فترة إيدو. وخدم كسيد لمقاطعة ايزو.
قاتل في معركة شيزوغاتاكي سنة 1583 بصفته خادماً تويوتومي هيده-يوشي. وعاجلًا أصبح معروفا كواحد من الرماح السبعة لشيزوغاتاكي ((shichi-hon-yari (七本槍)  الجنرالات السبعة الأكثر ثقة وخبرة لهيده-يوشي.
بعد وفاة هيده-يوشي، قاتل كاتو إلى جانب توكوغاوا إياسو. بعد الانتصار المهم في سكيغارا، ضاعف توكوغاوا إقطاع كاتو من 100،000 كوكو إلى 200،000.حيث كان سيد أيزو لبعض الوقت.
شارك في المعارك البحرية التي قامت قبالة سواحل كوريا الجنوبية خلال الحملة الكورية الأولى والثانية، والتي ذهب النصر في كثير منها لصالح البحرية الكورية.

## في الثقافة
- قام بأداء دوره الممثل كيم كانغ-ايل في فيلم The Admiral: Roaring Currents عام 2014.